# Mormolyca ringens
Mormolyca ringens är en orkidéart som först beskrevs av John Lindley, och fick sitt nu gällande namn av Ambroise Gentil. Mormolyca ringens ingår i släktet Mormolyca och familjen orkidéer. Inga underarter finns listade i Catalogue of Life.
Artens utbredningsområde anges som Mexiko och Centralamerika.

## Bilder

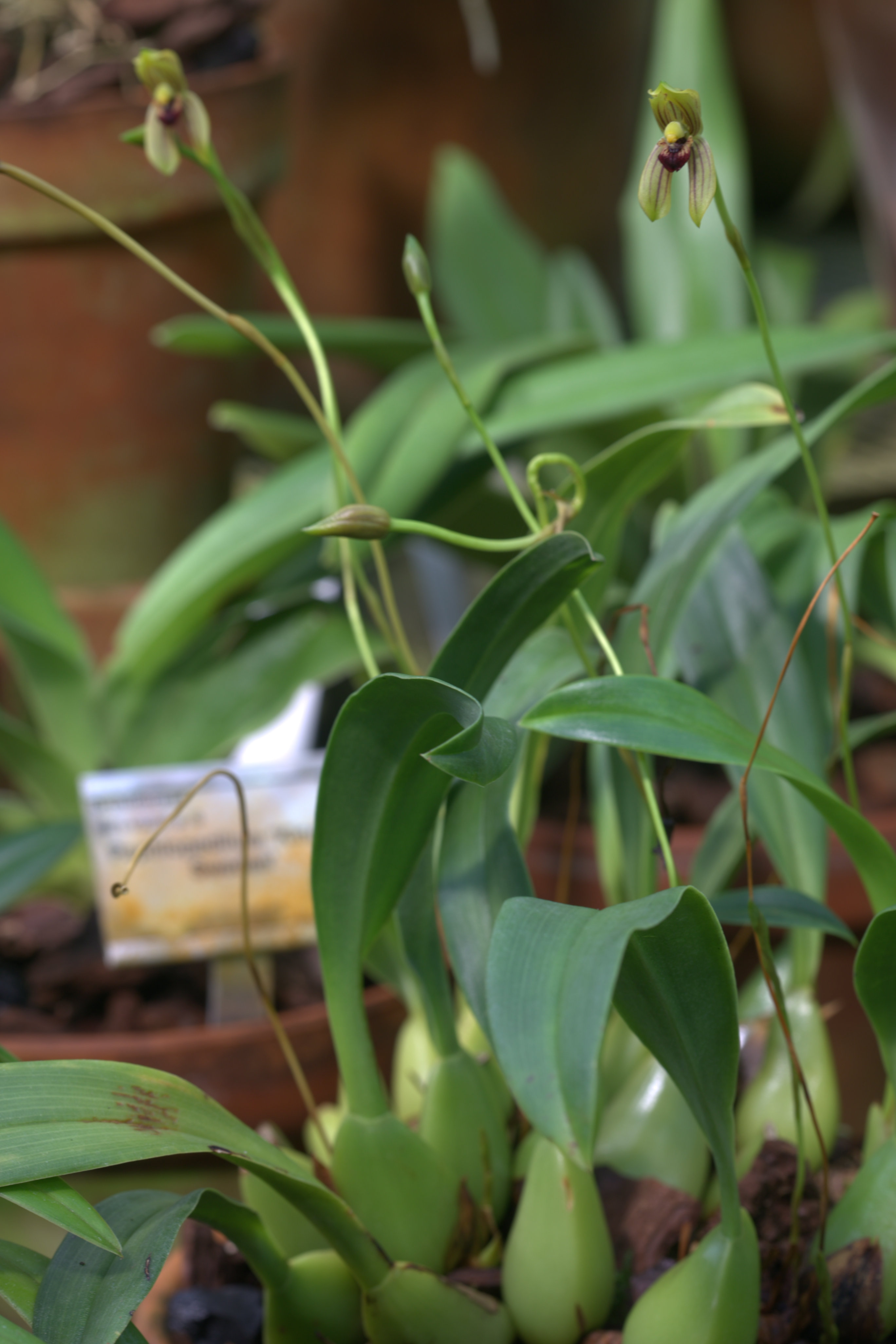